# Shen Dao
Pour les articles homonymes, voir Shen.
Shen Dao ou Shen Tao 慎到 (350 ? ~ 275 ? ) est un philosophe chinois de la période des Royaumes combattants dont la pensée aurait influencé le taoïsme et le légisme. Il est en effet connu essentiellement par des mentions dans le Zhuangzi et le Hanfeizi qui le présentent comme exemple ou source d’inspiration. Originaire de Zhao, il fut membre de l’académie Jixia sous les rois Xuan et Min, et précepteur de l’héritier du trône de Chu retenu en otage à Qi en 297 av. J.-C.. Selon Sima Qian, il était adepte du huanglao et s’inspirait du Dao De Jing. 
On lui attribue le Shenzi, un ensemble de douze discours selon le Shiji, de quarante-deux chapitres selon le Livre des Han, perdus presque entièrement dès la dynastie Song. Les cinq chapitres qui restent semblent être de date beaucoup plus tardive, et doivent être corrigés à partir des citations dans les textes anciens.

## Dans leZhuangzi
Le dernier chapitre du Zhuangzi place Shen Dao ainsi que deux autres académiciens de Jixia, Tian Pian et Peng Meng, dans la lignée de ceux qui ont avancé vers la compréhension du Tao car ils en avaient une vision universelle et non spécifique comme Mozi ou Yang Zhu. Pour Shen Dao, « le grand Tao qui embrasse tout sans distinction » s’incarne dans le cours réel des évènements. Il n’y a qu’un passé, donc, de tous les futurs possibles, un seul adviendra, celui qui correspond au Tao. Ainsi, il  « se laissait aller au cours des choses et était indifférent à tout ». Selon sa vision, aucun effort individuel n’était nécessaire pour être en harmonie avec le Tao : « Même une motte de terre ne peut manquer le Tao. » aurait-il dit. Sans règles de conduite, il suivait le mouvement « comme une feuille dans le courant, une plume au vent, la poudre sur la meule ». Suivant l’état naturel, il était sans faute mais aussi sans statut social. Il disait : « Ne soyez pas de ceux qui savent ce qu’ils doivent faire. Ni les biens ou avantages, ni les sages n’ont de valeur pour vous ». 
On retrouve donc chez lui une similitude avec la pensée attribuée à Laozi ou à Zhuang Zhou. Néanmoins, le Zhuangzi émet tout de même des réserves à son égard et prétend qu’il n’est pas encore parvenu à la maîtrise parfaite : « son Tao est pour les morts et non pour les vivants ». On propose en général comme interprétation de cette critique que l’auteur du Zhuangzi jugeait sa théorie trop passive ou fataliste.

## Dans leHanfeizi
Hanfeizi attribue à Shen Dao l’invention de la notion de shi ou « situation », ensemble des facteurs qui contribuent à mettre quelqu’un en position de puissance. Il aurait dit : « La sagesse ne peut pas toujours subjuguer les foules, mais la situation peut rendre le sage impuissant ». 

## Dans leXunzi
Xunzi critique Shen Dao pour son recours fréquent à la règle fa, loi des légistes, tout en remarquant que « s’il tenait les règles en haute estime, lui-même n’en avait pas » et qu’ « il regardait vers l’avenir mais ne tenait pas compte du passé ». 

## Taoïsme et légisme
On constate à l’époque des Royaumes combattants, et particulièrement à la veille de l’empire, l’emprunt fréquent par les légistes de concepts qui seront considérés ultérieurement comme taoïstes. 
Les efforts conceptuels de certains penseurs en vue de dégager le concept de Tao des différents taos (voies) particuliers proposés par tel ou tel auteur ont pu permettre de dégager de l’observation du monde des mécanismes, donc des voies d’action possibles, qui échappaient au confucianisme. Celui-ci reste en effet essentiellement confiné dans le domaine humain et moral, centré sur les relations au sein d'une société où la valeur du sage est toujours reconnue, aussi bien par le peuple que par le souverain ou le Ciel, et où, en quelque sorte, les « bons » sont forcément récompensés par l’obtention du pouvoir et la prospérité du pays qu’ils gouvernent. L’histoire s’est chargée plusieurs fois de mettre en évidence les limites de cet idéal. De nombreux historiens ont fait remarquer que si le confucianisme semblait une excellente doctrine politique pour un pouvoir en place, il se montrait peu efficace en période de crise et n’avait jamais contribué à l’établissement d’une nouvelle dynastie.
Pour les légistes visant l’efficacité, l’idée que l’arrivée au pouvoir ne dépend pas de l’aide d'un Ciel vaguement personnalisé mais du shi, ensemble de facteurs qui peuvent d’ailleurs n'exclut [?] pas l'humain puisqu'il inclut des caractéristiques personnelles et des dispositions psychologiques, ouvrait des perspectives intéressantes. Pratique avant tout, Hanfeizi traduit le concept en manipulations psychologiques : trône surélevé, rituels de prosternation, châtiment pour qui ose regarder le souverain en face etc.